# Albert Hopman

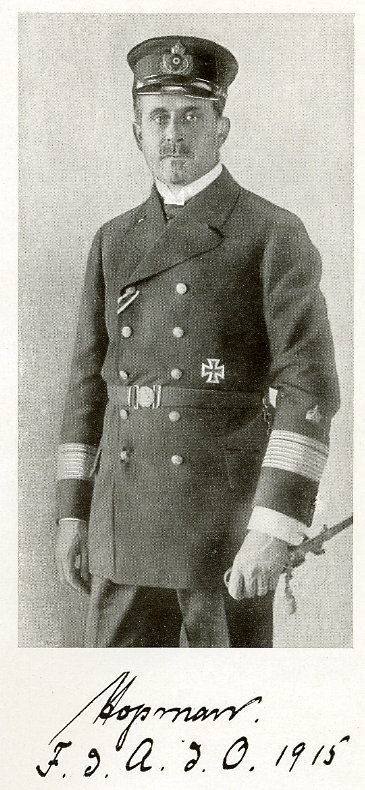
Albert Hopman

Albert Julius Emil Hopman (* 30. April 1865 in Olpe; † 14. März 1942 in Berlin-Schmargendorf) war ein deutscher Vizeadmiral. Seine vom Militärhistoriker Michael Epkenhans edierten Tagebücher sind eine wichtige Quelle zum Verständnis der politischen und militärischen Struktur des Kaiserreichs.

## Leben

### Herkunft
Albert Hopman war ein Sohn des späteren Landesgerichtspräsidenten in Wiesbaden Emil Hopman (1820–1893) und dessen Ehefrau Theodore, geborene Sternenberg (1833–1890). Sein älterer Bruder Eduard trat in den Diplomatischen Dienst und war ab 1888 an den deutschen Konsulaten in Russland, Algerien, Ägypten, Indien, Italien, Frankreich, der Türkei und Österreich-Ungarn tätig. Mit Ausbruch des Ersten Weltkrieges im August 1914 befand er sich auf der deutschen Botschaft in Kairo.

### Militärkarriere
Nach seinem Abitur trat Albert Hopman am 21. April 1884 als Kadett in die Kaiserliche Marine ein. Nach verschiedenen Bordkommandos von 1895–1897 wurde er Assistent der Abteilung A 2 – zuständig für die Nord- und Ostsee – im Oberkommando der Marine. Hier schloss sich ein 2-jähriger Besuch der Marineakademie in Kiel an. An den Auseinandersetzungen um den Boxeraufstand 1900 war er als Navigationsoffizier beteiligt. Von 1901 bis 1905 war Hopman im Admiralstab tätig und 1904 als Militärattaché zur russischen Flotte in Ostasien abkommandiert, wo er als Beobachter in Port Arthur während des Russisch-Japanischen Krieges vor Ort war. Von 1905 bis 1908 war er beim Flottenkommando tätig. Am 15. Oktober 1907 erfolgte die Beförderung zum Fregattenkapitän.
Als Kommandant des Kleinen Kreuzers Bremen war er 1907/09 im Atlantik im Bereich der südamerikanischen Küste und in der Karibik eingesetzt; u. a. bei einer Revolution auf Haiti. Die Bremen transportierte im März 1908 eine Gruppe von haitianischen Flüchtlingen von Port-au-Prince nach Kingston/Jamaika. Während dieser Zeit seines Aufenthaltes warb er im Auftrag des Marinenachrichtendienstes in Argentinien und Brasilien Gruppen von V-Leuten zur Informationsbeschaffung über feindliche Schiffsbewegungen, Werften, Häfen und den Schiffbau dieser Regionen an. Einer seiner engsten Helfer dabei war an Bord der SMS Bremen der Fähnrich Wilhelm Canaris (1887–1945). Am 12. Dezember 1908 erfolgte seine Beförderung zum Kapitän zur See. Von 1909 bis 1911 kommandierte Hopman das Linienschiff Rheinland der Nassau-Klasse, einen der ersten deutschen Dreadnoughts. Von 1911 bis 1915 war er im Reichsmarineamt unter Alfred von Tirpitz (1849–1930) als Chef der Operationsabteilung tätig, wo er 1915 zum Konteradmiral befördert wurde. Bis Ende des Ersten Weltkrieges war er in verschiedenen Funktionen eingesetzt, so als I. Admiral der Aufklärungsstreitkräfte der Ostsee vom 20. April 1915 bis zum 11. Januar 1916, danach bis Mai 1916 als Berater im osmanischen Marineministerium und von August bis Dezember 1916 als Chef der Operationsabteilung im Admiralstab. Hier galt er als Rußlandspezialist. In dieser Position wurde er als ein fähiger jüngerer Seeoffizier geschätzt und war mehrfach als Nachfolger, des im März 1916 entlassenen Tirpitz im Gespräch. Ab Dezember 1916 war er für ein Jahr Befehlshaber der Streitkräfte in der Ostsee.
Am 14. Oktober 1917 erfolgte die Beförderung Albert Hopmanns zum Vizeadmiral. Er hatte großen Anteil an dem erfolgreich verlaufenen Unternehmen Albion im Oktober 1917. Dabei ging es um ein enges Zusammenwirken zwischen Kräften des kaiserlichen Heeres und der Marine bei der Besetzung der russischen Inseln Ösel, Dagö und Moon, die dem Baltikum vorgelagert, als wichtige strategische Punkte galten. Im Dezember 1917 wurde er Vorsitzender einer Nautisch-technischen Kommission (Nateko) mit Sitz in Odessa und später in Sewastopol, zur Regelung der Verkehrsverhältnisse auf dem Schwarzen Meer. Während seines Kommandos gelang es, die stark verwirrende Situation der Hafen- und Schifffahrtsbedingungen im Bereich des Schwarzen Meeres in etwas geordnetere Bahnen zu lenken. In seinen Lageberichten übte er mehrfach Kritik an den strategischen Plänen Erich Ludendorffs (1865–1937) gegenüber Russland. Im November 1918 wurde Albert Hopman Waffenstillstandskommissar für das Schwarze Meer und das Mittelmeer. Ab Juli 1919 leitete er die deutsche Delegation bei der Interalliierten Baltikum-Kommission in Tilsit.
Albert Hopman schied am 9. März 1920 aus dem aktiven Dienst der Marine aus. Danach war er u. a. ab 1924 Präsident des Deutschen Motoryachtverbands und um 1931 im Vorstand des Deutschen Hochseesportverbands HANSA tätig. Er verstarb am 14. März 1942 beim Verlassen seines Hauses in Berlin durch einen Gehirnschlag und wurde auf dem Waldfriedhof Dahlem beigesetzt. Das Grab ist nicht mehr erhalten.

### Familie
Albert Hopman hatte sich am 6. Februar 1900 in Kiel mit Irmgard Stubenrauch (1879–1964) verheiratet. Sie war die Tochter des späteren Konteradmirals und Kommandanten von Helgoland Felix Stubenrauch und dessen Ehefrau Auguste Caroline Mathilde, geborene Hensen (1855–1941). Aus der als glücklich beschriebenen Ehe gingen zwei Söhne und eine Tochter hervor.

### Schriften
1924/25 erschienen in zwei Bänden seine Memoiren, Das Logbuch eines deutschen Seeoffiziers (Berlin 1924) sowie Das Kriegstagebuch eines deutschen Seeoffiziers (Berlin 1925). In dem Logbuch äußerte sich Albert Hopman zum Teil sehr detailliert über die Probleme von Seeoffizieren im Auslandsdienst.
Hopman hatte schon frühzeitig erkannt, dass die deutsche Flottenrüstung eine Gefahr für die Stärke des Heeres und damit für die Sicherheit des Deutschen Reichs in einem künftigen Krieg darstellte. Kurz nach Ausbruch des Ersten Weltkrieges hielt er innenpolitische Reformen in Deutschland für unbedingt notwendig, um das politische System zu modernisieren.

## Auszeichnungen
- Roter Adlerorden II. Klasse mit Eichenlaub und Schwertern[7]
- Kronenorden II. Klasse[7]
- Eisernes Kreuz (1914) II. und I. Klasse[7]
- Preußisches Dienstauszeichnungskreuz[7]
- Komtur II. Klasse des Ordens vom Zähringer Löwen[7]
- Offizierskreuz des Bayerischen Militärverdienstordens mit Schwertern[7]
- Hanseatenkreuz Bremen, Hamburg, Lübeck[7]
- Komtur I. Klasse des Albrechts-Ordens mit Schwertern[7]
- Komtur II. Klasse des Friedrichs-Ordens[7]